# (32130) 2000 LN16
2000 LN16 (asteroide 32130) é um asteroide da cintura principal. Possui uma excentricidade de 0.05590010 e uma inclinação de 13.72472º.
Este asteroide foi descoberto no dia 1 de junho de 2000 por LINEAR em Socorro.